# Antagonista irreversible
Un antagonista irreversible es un tipo de antagonista que se une permanentemente a un receptor, ya sea mediante la formación de un enlace covalente al sitio activo, o, alternativamente, sólo mediante una unión con tanta fuerza que la tasa de disociación es efectivamente cero a escalas de tiempo relevantes. Esto desactiva permanentemente el receptor y por lo general es seguido por una rápida internalización y reciclaje de la proteína receptora no funcional. Los inhibidores enzimáticos irreversibles que actúan de manera similar son clínicamente usados e incluyen medicamentos como la aspirina, el omeprazol y los inhibidores de la monoamino oxidasa.

## Otros ejemplos
- Fenoxibenzamina